# Aircraft Earth Station
Aircraft Earth Station, AES, är ett begrepp som används inom luftfart för att beteckna en terminal för satellitkommunikation ombord på ett luftfartyg.